# Later... with Jools Holland
Later... with Jools Holland är ett brittiskt musik/underhållningsprogram på BBC Two med Jools Holland som programledare. Programmet utgörs av gästspel och intervjuer med aktuella artister och grupper. Programmet började sändas 1992 som en spinoff på The Late Show.